# Villa Kaltehofe

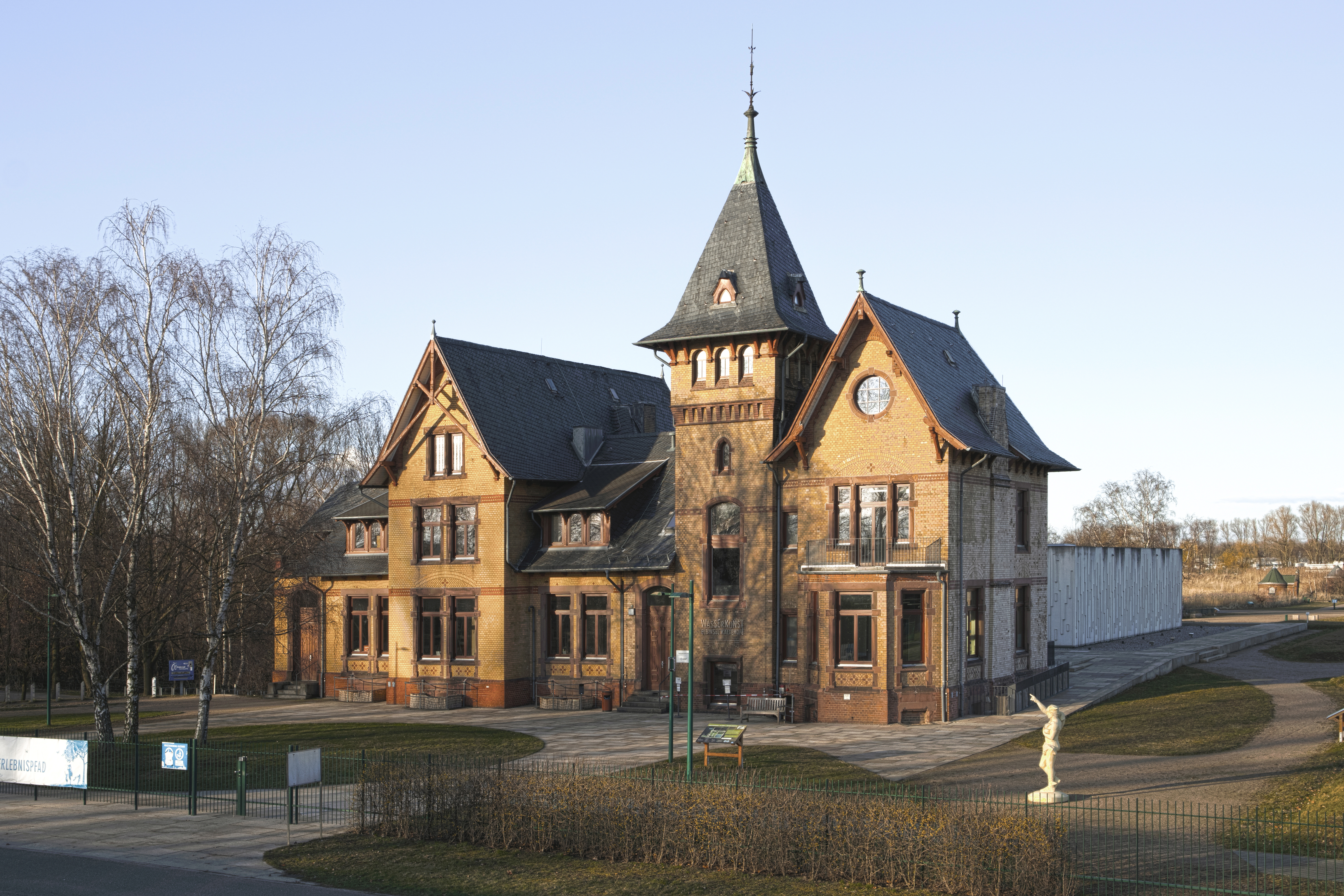
Villa Kaltehofe

Die Villa Kaltehofe ist ein Gebäude mit Nebengebäuden in Hamburg-Rothenburgsort. Die Gebäudegruppe wurde 1894 als Außenstelle des Hygieneinstituts der Freien und Hansestadt Hamburg errichtet. Seit 2011 ist dort die Stiftung Wasserkunst Elbinsel Kaltehofe untergebracht, die ein kleines Museum mit Restaurant betreibt.

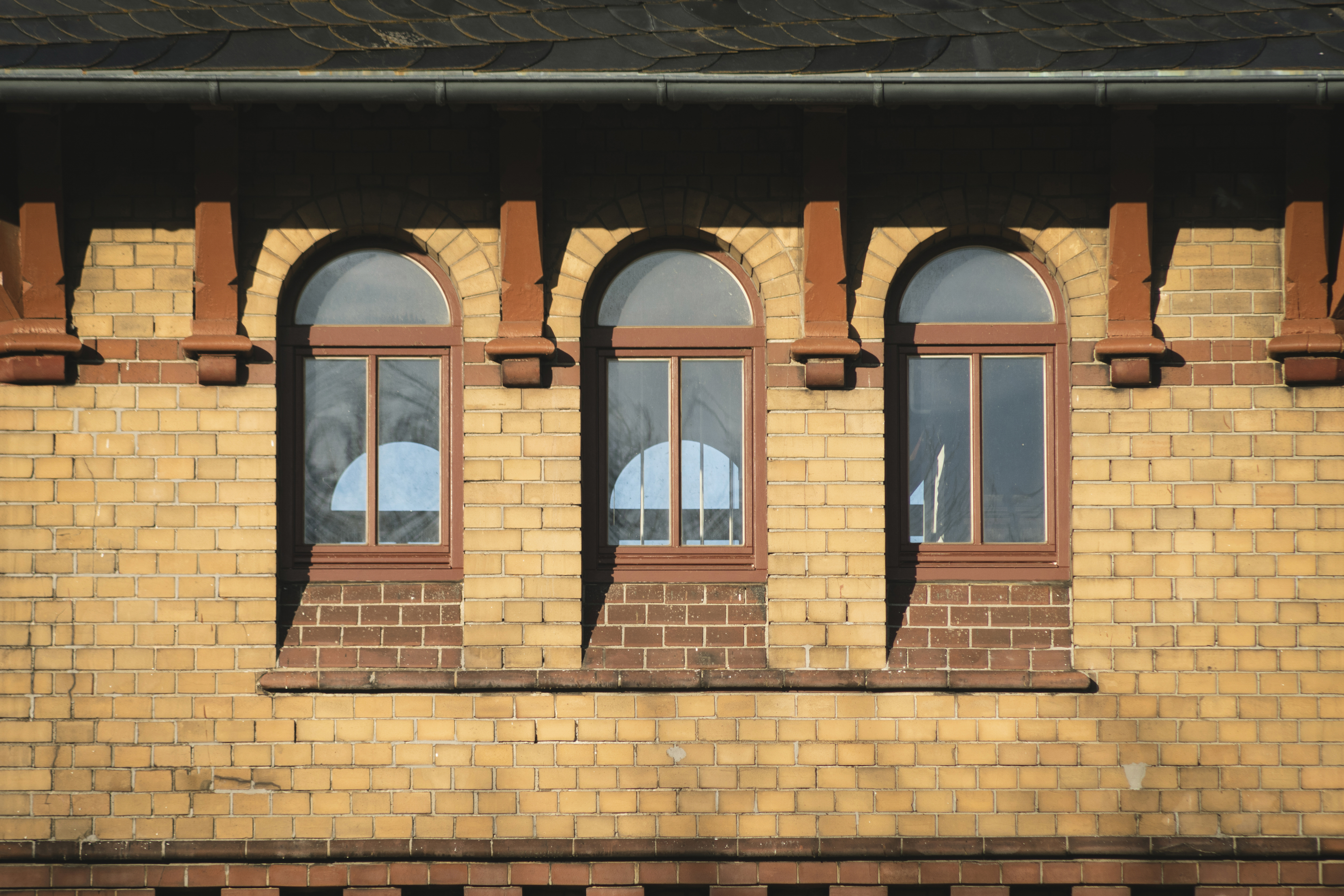
Die Fenster von Villa Kaltehofe

## Geschichte
Im Jahr 1894 wurde unter der Leitung von Franz Andreas Meyer und durch den Bauinspektor J. H. W. Wulff auf Kaltehofe ein Neubau für die Außenstelle des zwei Jahre zuvor gegründeten Hygienischen Staatsinstituts fertiggestellt. In diesem Gebäude wurden Laboratorien eingerichtet und die wichtigsten wissenschaftlichen Arbeiten des Instituts durchgeführt.
Bei dem Gebäude, das zu einem Ensemble mit weiteren Funktionsbauten – wie den Schieberhäuschen – gehört, handelt es sich um ein Ziegelverblendbauwerk, das mit gelblichen Klinkern verblendet wurde. Diese sind durch dekorative Elemente aus roten Klinkern beispielsweise an den Gesimsen oder Sockeln unterbrochen, auch die Holzkonstruktionen und die aus Sandstein bestehenden Einfassungen der Fenster- und Türöffnungen weisen diese rote Färbung auf. Der Baustil mit seiner ansprechenden Gestaltung weist eine Nähe zur Hannoverschen Bauschule auf und ist durch Franz Andreas Meyer geprägt, der auch für die Gestaltung der Gebäude in der Hamburger Speicherstadt verantwortlich war. So weist der gelbe Ziegelbau späthistoristische Elemente mit Anleihen an die Renaissance auf und wird durch dekorative Schmuckfelder gegliedert. Das Mauerwerk wurde zum Schutz der im Gebäude befindlichen Messinstrumente aus wetterbeständigen Geestziegeln und die Verblendung aus gebrannten schlesischen Klinkersteinen ausgeführt. Nach einigen Jahren wurde die Villa um einen stilistisch angepassten Anbau für die Unterbringung der Betriebsräume der Wasserwerke erweitert. Das Gebäude verfügt über zwei Türen im Bereich der Hauptfront.
Das wissenschaftliche Betriebsgebäude besteht aus einem Doppelhaus mit zwei giebelständig angeordneten Risaliten, die auf einem fast quadratischen Grundriss einen eingeschossigen traufständigen Quertrakt und einen quadratischen Turmbau einschließen. Die Gebäudeteile sind mit weit überstehenden Satteldächern ausgestattet und mit Schiefer gedeckt. Die Fassade ist durch Gauben, Dachhäuschen und Vorbauten aufgelockert und bewusst asymmetrisch gestaltet und war bei der Anlage von einem parkartigen Gelände umgeben.

## Aufteilung und Nutzung der Innenräume

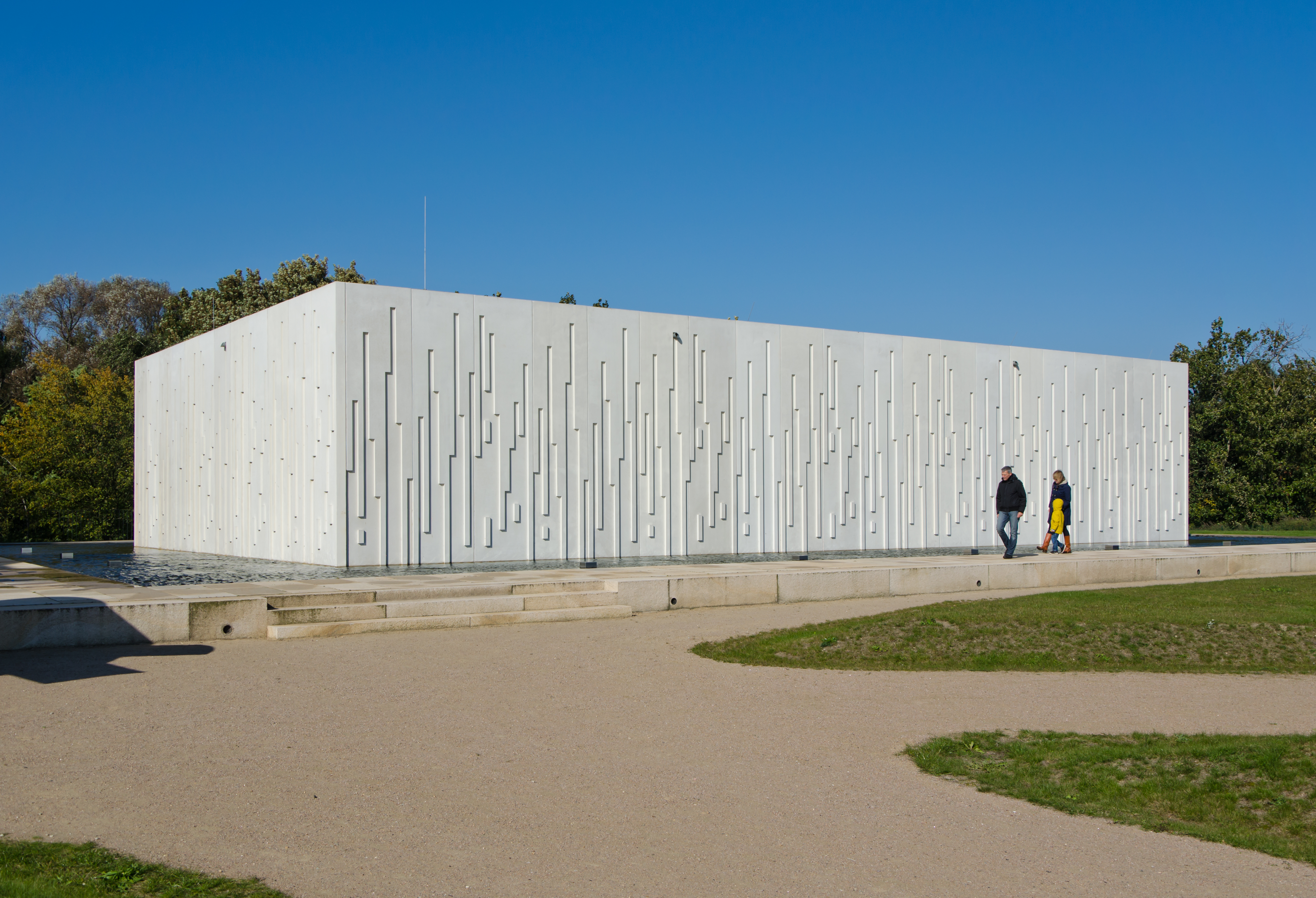
Modernes Nebengebäude des Museums

Die Ausgestaltung der Innenräume war darauf ausgelegt nur das Notwendigste aufzunehmen. So gab es im Erdgeschoss drei Laborbereiche, eines für chemische und zwei für bakteriologische Untersuchungen und zwei weitere Laboratorien nebst einer Spülküche im Kellergeschoss, die über die neuesten Einrichtungen verfügten. In diesen waren jeweils zwei Laborassistenten und ein Zuarbeiter für die Überprüfung der Proben und die Wartung der Apparaturen notwendig. Daher wurden im ersten Stock und im Dachgeschoss Wohnungen für diese, zumeist ledigen, Mitarbeiter eingerichtet. Das Gebäude verfügte zudem über ein Geschäftszimmer und Büros für die Betriebsleitung und den Filteraufseher, dem ebenfalls eine Dienstwohnung zur Verfügung gestellt wurde, damit ein reibungsloser Betrieb gewährleistet werden konnte.
Im Zweiten Weltkrieg blieb auch Kaltehofe nicht verschont, so wurden die Filteranlagen durch Bombenabwürfe stark beschädigt und in der Villa zusätzlich teilweise sechs Familien mit 14 Personen in zwei Zimmern untergebracht, die obdachlos geworden waren. Diese konnten sich überwiegend durch den Anbau von Gemüse auf dem Gelände selbst versorgen. Am 28. September 1945 war die Genehmigung erteilt worden, die Anlage wieder aufzubauen, so dass sie 1948 wieder genutzt werden konnte.

## Nachnutzung

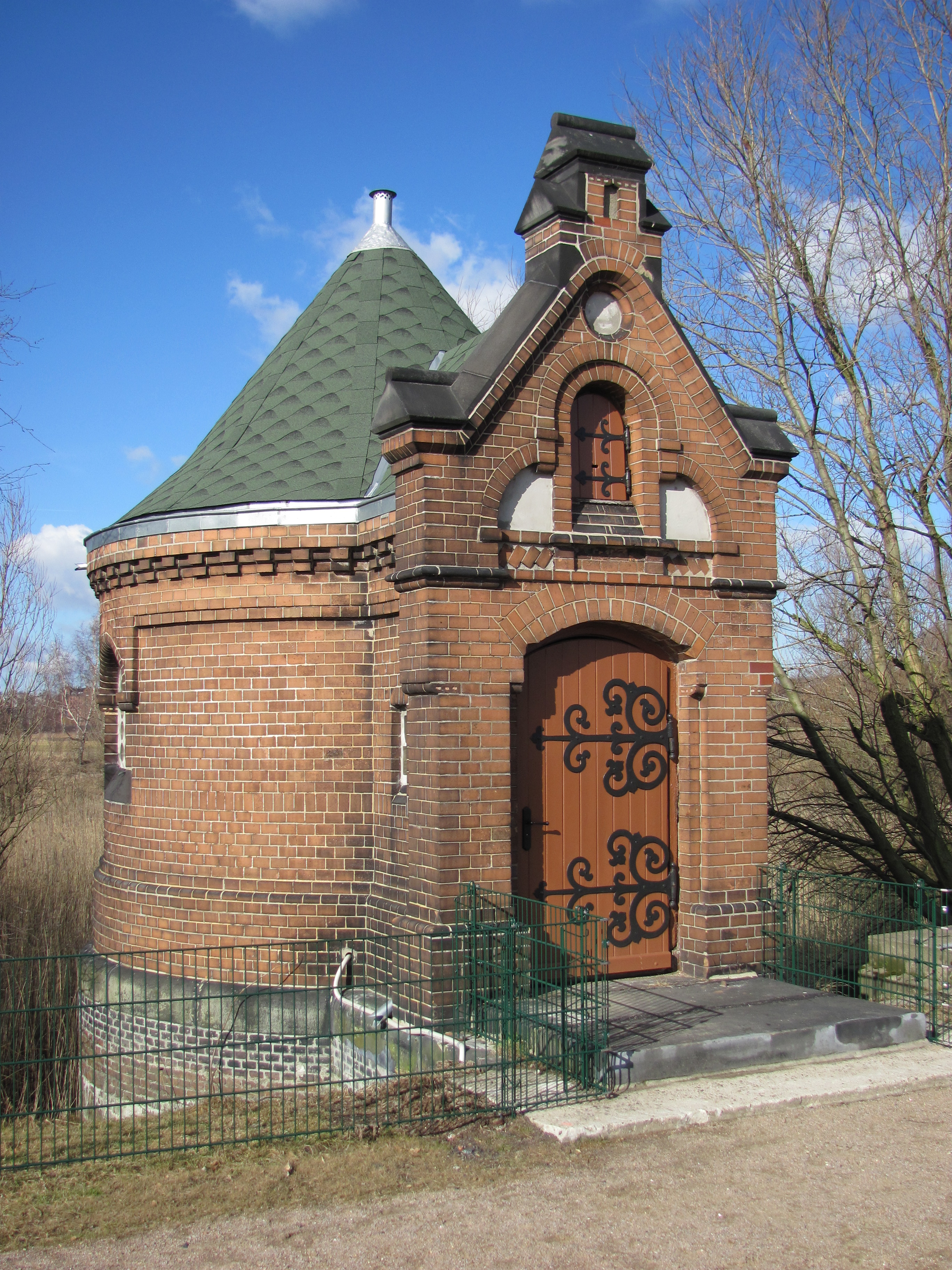
Schieberhäuschen

Die von Franz Andreas Meyer geplante und 1893 eingeweihte Sandfiltrationsanlage, zu der auch der Gebäudekomplex mit Schieberhäuschen und Betriebsbauten auf der Elbinsel Kaltehofe nahe Rothenburgsort gehörte, zählte zu den sogenannten „Wasserkünsten“. Sie war zur damaligen Zeit die erste zentrale Wasserversorgungsanlage Europas und ein Vorläufer der Hamburger Wasserwerke. 1990 wurde die Anlage geschlossen und die Gebäude sowie das Gelände wurden sich selbst überlassen. Durch einen Agenda-21-Prozess wurde ein neues Nutzungskonzept erstellt, so dass sich seit 2011 ein Museum im historischen Betriebsgebäude befindet, diesem wurde ein Ausstellungsneubau hinzugefügt. Durch diese Maßnahme wurde zum Erhalt einer kulturhistorisch einmaligen Anlage für die Wasserversorgungs- und Aufbereitungstechnik in Form eines Industriedenkmals sichergestellt. Zugleich wurde das Gelände als Naturpark und Naherholungsgebiet der Öffentlichkeit zugänglich gemacht.
Das Gebäude wurde grundsaniert und es wurden einige Wände entfernt. In einem der ehemaligen Laborräume befindet sich nun der Museumsshop, während die Räume im ersten Stockwerk eine kleine Ausstellung zur Geschichte der Elbinsel und ihrer Nutzung beherbergen. Im nachträglich erfolgten Anbau befindet sich ein Café. Der moderne Neubau ist unterirdisch mit dem Hauptgebäude verbunden und im Innern der Werkstatt eines Brunnenbauers mit zahlreichen Gipsfigurmodellen hamburgischen Brunnenanlagen nachempfunden. Der Um und Ausbau begann im März 2008 und wurde im September mit der Eröffnung des Museums abgeschlossen.